# Mianowice (Ukraina)
Mianowice (ukr. Ниновичі, Nynowyczi), 1951–1993 Drużelubiwka (ukr. Дружелюбівка) – wieś na Ukrainie, w rejonie czerwonogrodzkim obwodu lwowskiego. Wieś liczy ponad 100 mieszkańców.
W II Rzeczypospolitej do 1934 samodzielna gmina jednostkowa. Następnie należała do zbiorowej wiejskiej gminy Chorobrów w powiecie sokalskim w woj. lwowskim. Po wojnie wieś weszła w skład powiatu hrubieszowskigo w woj. lubelskim. W 1951 roku wieś wraz z niemal całym obszarem gminy Chorobrów została przyłączona do Związku Radzieckiego w ramach umowy o zamianie granic z 1951 roku.